# Crataegus coccinioides
Crataegus coccinioides är en rosväxtart som beskrevs av William Willard Ashe. Crataegus coccinioides ingår i Hagtornssläktet som ingår i familjen rosväxter. Utöver nominatformen finns också underarten C. c. coccinioides.